# Schetsenmuseum

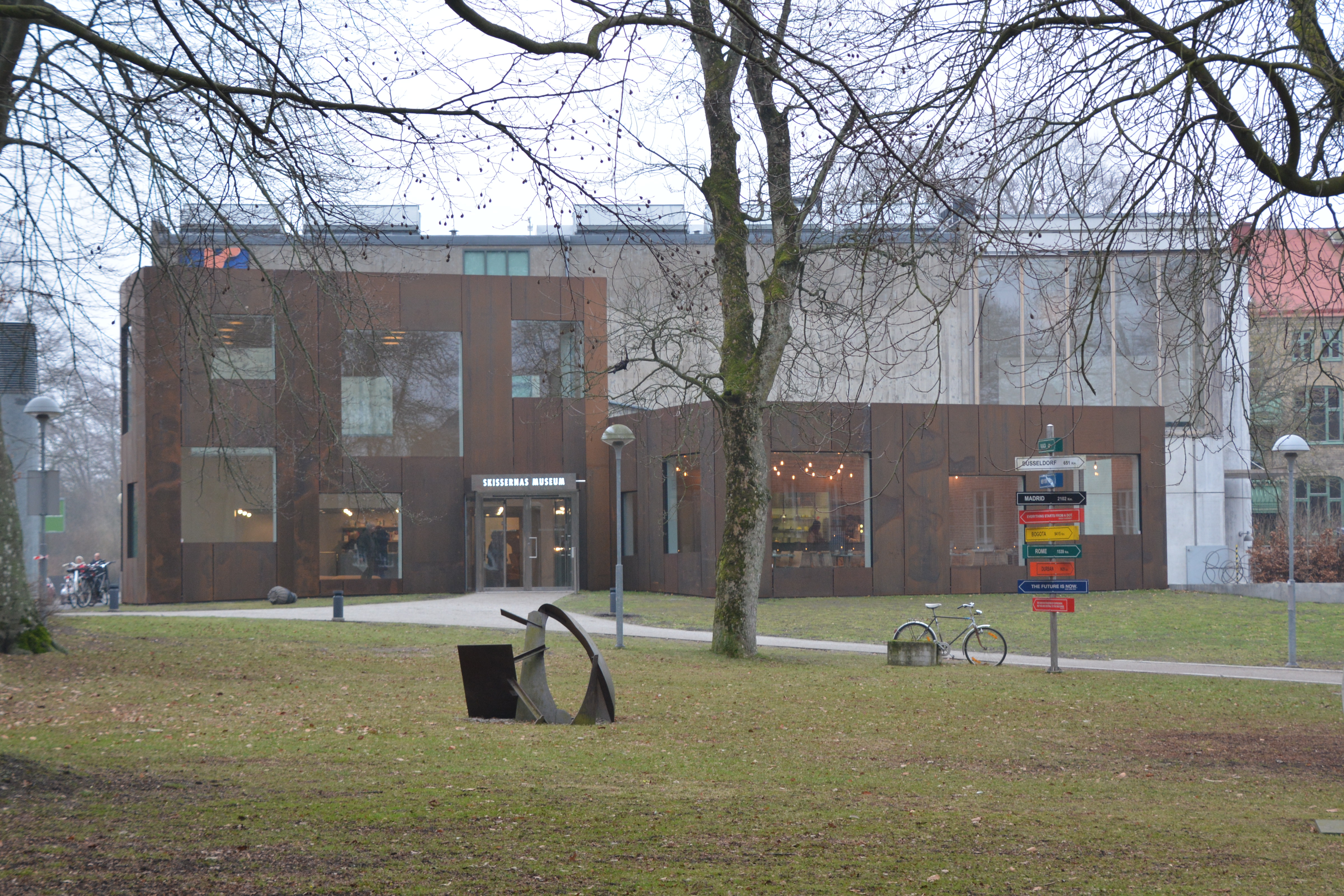
Schetsenmuseum in Lund

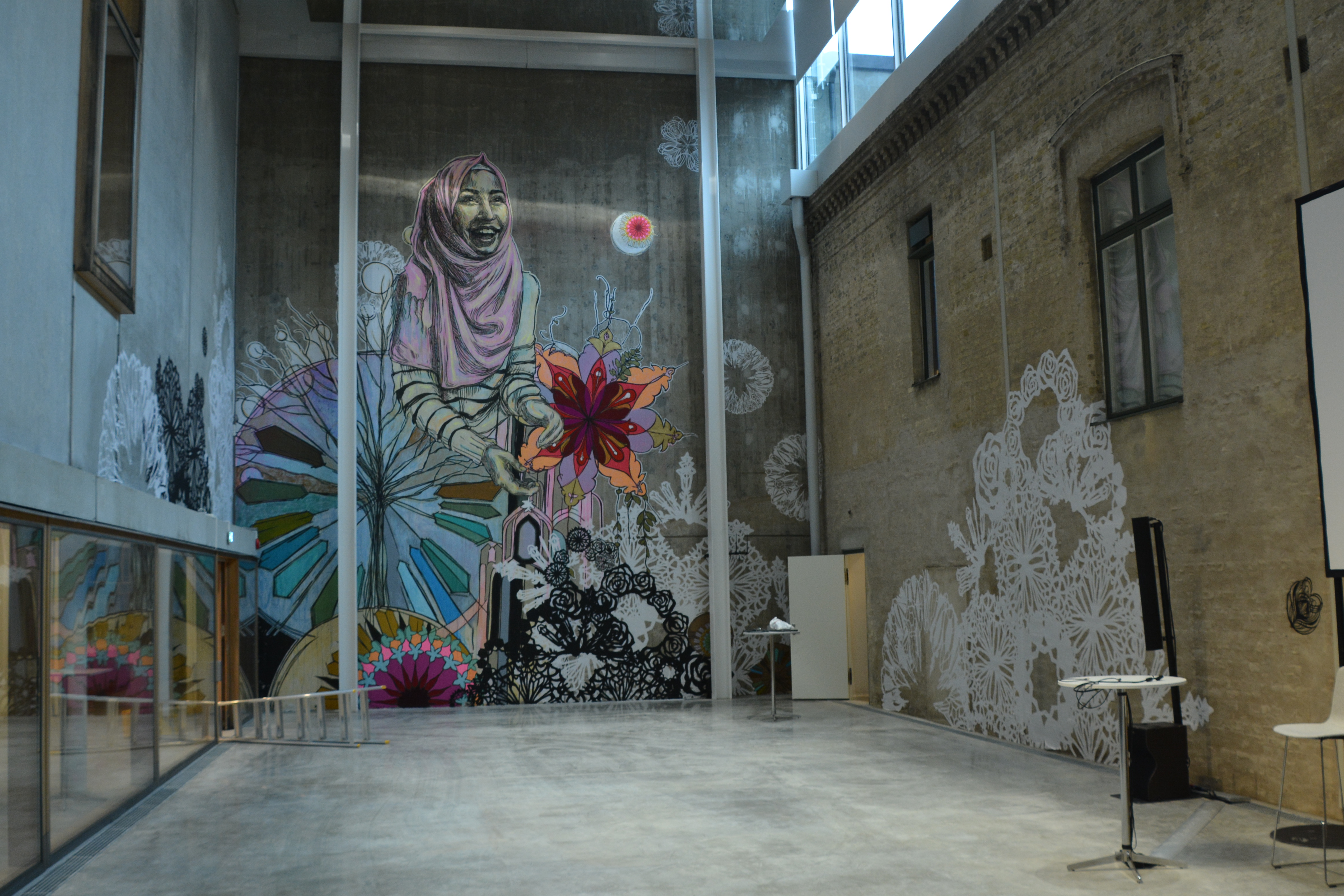
Schetsenmuseum.

Het Schetsenmuseum (’Skissernas museum’) in Lund (Zweden) is een uniek kunstmuseum, gericht op het artistieke proces. Het heeft de grootste verzameling wereldwijd van schetsen en voorbereidend werk voor openbare kunst.

## Achtergrond
Het museum is in 1934 opgericht door Ragnar Josephson, professor in de kunstgeschiedenis aan de Universiteit van Lund, en het kreeg de naam Arkiv för dekorativ konst (’Archief voor decoratieve kunst’). Josephson wilde een archief voor het artistieke proces oprichten, bedoeld om een centraal deel van het wetenschappelijk onderzoek naar kunst aan de universiteit te vormen. Kunst die tegenwoordig voornamelijk als openbaar of specifiek voor een bepaalde plaats wordt beschouwd, werd door Josephson aangeduid met de termen ’monumentale beeldhouwkunst’, ’monumentale schilderkunst’ of ’decoratieve kunst’. Het archief was bedoeld voor de documentatie van de totstandkoming van een kunstwerk, vanaf het idee tot aan het eindresultaat. Aangezien openbare kunst vaak veel voorstudie vereist, zag Josephson deze als uitermate geschikt voor het archief. Hij was al lang geïnteresseerd in het creatieve proces. In het najaar van 1933 hield de kunstenaar Georg Pauli een voordracht in het Kunstmuseum van Skåne (Lund), waarbij hij zei dat er ”nu meteen een inventaris van onze monumentale schilderkunst gemaakt zou moeten worden, voordat het te laat is.” Kort na deze oproep van Pauli gaf Josephson zijn studenten de opdracht om tijdens de kerstvakantie een inventaris te maken van de openbare kunst in de plaatsen waar ze vandaan kwamen. Ze kregen hiervoor tien kronen p.p., zodat ze ansichtkaarten van de openbare kunst konden kopen. Het resultaat was een beeldarchief van meerdere schoenendozen vol. Dit diende als basis voor wat later het Schetsenmuseum zou worden. De collectie van het museum nam een aanvang met een schenking van 19 schetsen door prins Eugen. Kort daarna werd door Georg Pauli een grote verzameling schetsmateriaal geschonken. Andere prominente Zweedse kunstenaars, zoals Einar Forseth en Isaac Gründewald, volgden even later, en in december 1934 bevatte het archief al 500 schetsen. Het bleef groeien met meerdere honderden schetsen per maand. In 1941 werd een gymzaal uit 1882, voorheen onderdeel van een leraressenopleiding, aan de universiteit geschonken. Dat werd de eerste locatie van het museum, en tegenwoordig is dit de Internationale Zaal. Toen kon het museum geopend worden voor het publiek.

## Gebouw
De Lundse architect Hans Westman kreeg in 1944 opdracht voor het ontwerpen van een groot bijgebouw. Het voorstel werd goedgekeurd door het universiteitsbestuur, maar omdat het onmogelijk was om een bouwvergunning te krijgen tijdens en na de oorlog, konden de bouwplannen niet worden uitgevoerd. Ter vervanging nam Josephson negen legerbarakken over van een naburig militair oefenterrein. Deze barakken werden in 1949 door Westman samengevoegd met het bestaande gebouw. Tien jaar later kreeg Westman opdracht om het museum verder uit te bouwen, en werd het stuk gebouwd wat tegenwoordig de Zweedse zaal is. Toen kwam er ook een betonnen gevel aan de kant van de Finngatan. In het ruwe beton zijn de patronen van de bij het gieten gebruikte planken nog zichtbaar. De buitengevel van het gebouw van de leraressenopleiding is zichtbaar in de Zweedse zaal. Deze zaal heeft een hoog plafond, zodat grote ontwerpen voor monumentale kunstwerken in spe erin passen. Een loopbrug bij het plafond geeft bezoekers de mogelijkheid om de ontwerpen te bekijken vanuit een ongewoon perspectief, van waaruit de uiteindelijke kunstwerken in de openbare ruimte normaliter niet bekeken kunnen worden.
In 1988 werd het museum door de Lundse architecten Karl Koistinen en Göran Hellborg verder uitgebouwd, ditmaal in de richting van de Sölvegatan.
Tussen 2001 en 2005 was het Schetsenmuseum gesloten voor een grootschalige verbouwing. Onder andere werden de door Westman provisorisch geplaatste legerbarakken, die gedurende vijftig jaar in gebruik waren geweest, gesloopt en vervangen door een grote zaal met een venstergalerij in de richting van het bij het museum behorende beeldenpark. De verbouwing werd ontworpen door Johan Celsing, die samen met de landschapsarchitect Birre Skoglund een prijsvraag had gewonnen met het voorstel Vid park (’Bij het park’).

## Collectie
Tegenwoordig bevinden zich in het museum ca. 30.000 schetsen en modellen in vele verschillende materialen en technieken. Ongeveer duizend kunstenaars uit dertig verschillende landen zijn er vertegenwoordigd, en daar worden voortdurende nieuwe aan toegevoegd. Werk van o.a. de volgende kunstenaars is te vinden in het Schetsenmuseum: Sonia Delaunay, Diego Rivera, José Clemente Orozco, Henri Matisse, Fernand Léger, Christo en Jeanne-Claude, Prins Eugen, Isaac Grünewald, Jean Dubuffet en Henry Moore.
In 1936, twee jaar nadat de eerste schetsen aan het museum geschonken werden, werd een subsidie toegekend. Er werd besloten dat niet alleen werk uit Zweden zou worden ingezameld, maar uit geheel Scandinavië. In een later stadium kwam daar ook werk van niet-Scandinavische kunstenaars bij. In de jaren zestig werd een groot deel van de Franse verzameling verkregen.

## Beeldenpark
Bij de ingang van het museum en in het park aan de zijde van de universiteitsbibliotheek staan zo’n twintig vrijstaande beelden en ontwerpen. Aan de noordzijde van het museum bevinden zich nog meer beeldontwerpen en tevens proeven voor reliëfs. O.a. de kunstenaars Richard Nonas, Olle Bærtling, Stig Blomberg en Arne Jones zijn er vertegenwoordigd.